# 譚國恩
譚國恩，廣東省廣州府新會縣人(今廣東省江門市蓬江區棠下鎮)，清朝政治人物、同進士出身。
光緒十二年（1886年），参加光緒丙戌科殿試，登進士三甲28名。同年五月，著主事分部学习。